# カール・ラッグルズ
カール・ラッグルズ（Carl Ruggles、1876年3月11日 - 1971年10月24日）は、アメリカ合衆国の作曲家。本名はチャールズ・スプレイグ・ラッグルズ（Charles Sprague Ruggles）。不協和対位法を用いた、数少ないが一連の作品によって有名。現在は作曲家として再評価されているが、生前は画家として有名で、100点の作品を売り上げたという。

## 経歴
マサチューセッツ州マリオン生まれ。一般に独学であると言われているが、ハーヴァード大学で英文学を専攻中に、ジョン・ノウルズ・ペインに作曲を師事している。親友チャールズ・アイヴズと同じく、ヨーロッパ留学の道を選ばずに、前衛音楽の推進者・体現者となった。アイヴズが多作家だったのに対して、ラッグルズは長寿にもかかわらず寡作家である。アイヴズのように既存の音楽を流用することなく、緻密なポリフォニー様式と丹念な楽想の展開により、じっくりと手間をかけて無調様式による作曲を追究した。このような楽曲構成は、アイヴズに比べて、より伝統的である。ラッグルズの無調様式は、トータル・セリエリズムによってはいないが、ピッチクラスセット理論の萌芽が見られる。またラッグルズは、ブルックナーのように頻繁な改訂癖があった。
ラッグルズはエドガー・ヴァレーズとも親しく、ラッグルズを慕ってヘンリー・カウエルやチャールズ・シーガー、ルース・クロフォード＝シーガーらの当時の若手作曲家が集まってきた。チャールズ・シーガーは、ラッグルズの作曲様式から不協和対位法という概念を展開した人物である。ジェイムズ・テニーは門弟の一人である。ルー・ハリソンは一時期ラッグルズと親交があったが、1949年の《天使》の上演の後で決裂した。ラッグルズが、ニューヨークのペンシルベニア駅での午餐の席上で、黒人やユダヤ人の排斥を口走ったというのが理由であった1。
マイケル・ティルソン・トーマスはラッグルズ作品の擁護者であり、サンフランシスコ交響楽団を指揮して時おり《太陽を踏む者》をとり上げており、バッファロー・フィルハーモニー管弦楽団を指揮してラッグルズ作品の全曲録音を行なった。

## 主要作品
- ソプラノとピアノのための歌曲《おもちゃ Toys 》（1919年）
- 弱音器つきの金管楽器のための《天使 Angels 》（初版1921年：トランペット合奏、改訂版1940年：トランペットとトロンボーンのための）
- ソプラノと管弦楽のための《沙漠にて声あり Vox Clamans in Deserto 》（1923年）
- 管弦楽組曲《人と山 Men and Mountains 》（室内合奏版：1924年、管弦楽版：1936年）
- 管弦楽曲《正門 Portals 》（1925年）
- （交響詩）《太陽を踏む者 Sun-Treader 》(1926年～1931年)
- 管弦楽曲《降霊 Evocations 》（1943年、ピアノ版あり）
- 管弦楽曲《オルガヌム Organum 》（1947年）
- 管弦楽曲《昂揚 Exaltation 》（1958年、亡妻への追悼音楽）